# Air Pesi
Air Pesi is een bestuurslaag in het regentschap Kepahiang van de provincie Bengkulu, Indonesië. Air Pesi telt 428 inwoners (volkstelling 2010).